# Chang Heng (cratère)
Chang Heng est un cratère d'impact lunaire situé sur la face cachée de la Lune. Il se trouve à moins d'un diamètre de cratère au nord-est de la plaine murée de Fleming (en). Le bord de ce cratère est légèrement érodé, avec deux petits cratères le long du bord nord et de minuscules cratères le long des bords sud et est. Le fond intérieur contient un petit cratère concentrique d'environ un tiers du diamètre de Chang Heng. Le cratère doit son nom à l'astronome chinois Zhang Heng.

## Cratères satellites
Par convention, ces caractéristiques sont identifiées sur les cartes lunaires en plaçant la lettre sur le côté du point médian du cratère le plus proche de Chang Heng.
| Chang Heng | Latitude | Longitude | Diamètre |
| ---------- | -------- | --------- | -------- |
| C          | 20,4° N  | 114,0° E  | 25 km    |